# Többszörös nem-átruházható szavazat
A többszörös nem-átruházható szavazat rendszerét (angolul: multiple non-transferable vote; rövidítve: MNTV) olyan nem arányos, többgyőzteses, egyéni jellegű választási rendszer, amit a magyar törvények (félreérthető módon) egyéni listás választási rendszer (korábban: kislistás) néven ismernek. További nevei többek között a többmandátumos relatív többségi szavazás (plurality-at-large voting), blokkszavazás (block voting / block vote). Az egyéni listás rendszer több mandátum kiosztására szolgál pártlisták alkalmazása nélkül, és egy az relatív többségihez hasonló, nem arányos szavazási rendszer. Ez általában olyan eredményre vezet, hogy a legnépszerűbb párt jelöltjei szerzik meg az összes mandátumot a választókörzetben.
A Magyarországon egyéni listás rendszerként meghatározott rendszerben egy teljes testületet egy nagy választókörzet alkalmazásával választanak meg az MNTV szabályai alapján "nagybani relatív többségi rendszerben", aminek az angol "plurality-at-large" kifejezés felel. A blokkszavazásnak számos formája közül a magyar terminológiában az egyéni listás rendszer néven ismert módszer azt, amikor a választó legfeljebb pontosan annyi jelöltre szavazhat, ahány mandátumot összesen (vagy az adott többmandátumos körzetben) ki lehet osztani. A blokkszavazás további formái a többgyőzteses elfogadó szavazás (korlátlan blokkszavazás), amelyben akárhány jelölre szavazhat a választó, a korlátozott blokkszavazás, amelyben kevesebb jelöltre szavazhat a választó, mint ahány mandátum van és a kumulatív szavazás, amelyben egy jelöltre több szavazatot is lehet allokálni. A korlátozott blokkszavazás végletes változata, amelyben csak egy jelöltre lehet szavazni egy többgyőzteses választásban, ezt már nem blokkszavazásnak, hanem egyetlen nem-átruházható szavazatnak hívják.
| egyéni jellegű rendszerek | egyszavazatos módszerek                                                      | többszavazatos módszerek |
| ------------------------- | ---------------------------------------------------------------------------- | --- |
| Egymandátumos módszerek   | relatív többségi szavazás (SMP) azonnali többfordulós szavazás (IRV)         | korlátozott elfogadó szavazás (limited approval voting) (korlátlan) elfogadó szavazás (approval voting) |
| Többmandátumos módszerek  | egyetlen nem-átruházható szavazat (SNTV) egyetlen átruházható szavazat (STV) | többszörös nem-átruházható szavazat (MNTV) - blokkszavazás (egyéni listás választási rendszer) - korlátozott blokkszavazás (limited block voting) - korlátlan blokkszavazás (többgyőzteses elfogadó szavazás) többszörös átruházható szavazat (MTV) - preferenciális blokkszavazás |

Az MNTV általában egyfordulós szavazáson alapul, de előfordulhat kétfordulós, mint például egyes franciaországi helyi választásokon, ahol az abszolút többséget el nem érő jelölteknek egy második fordulóban is kell versenyezniük. Ezekben az esetekben pontosabban többmandátumos abszolút többségi szavazásnak (angolul majority-at-large, plurality-at-large helyett) nevezik.
A blokkszavazás kifejezés bizonyos esetben relatív többségi választást jelent többmandátumos körzetekben egyetlen pártlistás szavazat használatával. Egy ilyen rendszerben minden párt egy sor jelöltet állít fel, egy választó csak egy szavazatot ad le, és a több szavazatot megnyerő párt az egész listát megválasztja, és megnyeri az összes mandátumot. Az ilyen rendszereken megkülönböztetően pártlistás blokkszavazásnak hívják.

## A szavazatok leadása és megszámlálása

### Egyéni listás rendszer (blokkszavazás)
A blokkszavazásos választáson minden jelölt egymás ellen indul m számú pozícióért, ahol m-et szokás kerületi nagyságrendnek nevezni. Minden szavazó legfeljebb m jelöltet választ ki a szavazólapon (néha azt mondják, hogy a szavazók m szavazattal rendelkeznek, de nem szavazhatnak többször ugyanarra a jelöltre, mint a kumulatív szavazásnál). A választók általában pártlhovatartozástól függetlenül adhatják le a voksukat különböző jelöltekre. A legtöbb szavazatot kapott m jelölt (akik vagy megszerezték a rendelkezésre álló szavazatok abszolút többségét, vagy nem) lesznek a nyertesek, és betöltik a pozíciókat.

### Taktikai szavazás és stratégiai jelölés
A pluralitási blokkon alapuló szavazás, akárcsak az egy nyerteses relatív többségi szavazás, az MNTV különösen érzékeny a taktikai szavazásra. Két legnépszerűbb politikai tömbbön kívüli választók jelentős ösztönzést kapnak arra, hogy minden szavazatukat egy nagy párt jelöltjére adják, azért, hogy elkerüljék hogy a szavazatuk kárbavesszen.
A blokkszavazási rendszerekben részt pártok alkalmazhatnak a stratégiai jelölés. Aktívan sérül a választási szövetségük, ha több jelöltjük van, mint ahány mandátum van, a szavazatok megoszlása miatt. Hasonlóképpen, egy választási szövetségek jelentős mértékben ösztönöz a rendszer arra, hogy teljes listát állítsanak a jelöltekből, mivel egyébként a támogató szavazók fennmaradó szavazata egy részét az más tömbök jelöltjeire adhatják le.

## A blokkszavazás eredményei
A blokkos szavazási rendszernek számos olyan jellemzője van, amelyek miatt nem reprezentálja hűen a választók szándékat. A blokkszavazás rendszeresen teljes elsöprő többséget produkál a legmagasabb támogatottságú jelöltek csoportja számára. A blokkszavazás során az első helyezett jelölt klónjai minden szabad helyet megnyerhetnek. A választópolgárnak ugyan van lehetősége szavazni különböző politikai pártok jelöltjére, de ha a választók legnagyobb csoportja erős párthűséggel rendelkezik, akkor a többi szavazó vagy párt semmit sem tehet, hogy megakadályozza, hogy legerősebb párt az összes mandátumot megszerezze.
Ezen túlmenően, a relatív többségi módszerekhez hasonlóan, ha sok párt indul, és a választók nem vesznek részt taktikai szavazásban, a szavazók egy kis, összetartó csoportja, amely a szavazók kisebbségét alkotja, megválaszthatja az összes szabad mandátumot pusztán relatív többséggel.
Ez a rendszer időnként elősegíti a politikai pártok vagy csoportok közötti választási szövetségek létrehozását (szemben a koalíciókkal, amik választások után alakulnak).
Míg sokan kritizálják a blokkos szavazás elsöprő győzelmeket okozó tendenciáját, néhányan ugyanezt erősségként említik. Mivel a blokkos szavazás győztesei általában ugyanazt a választók csoportját képviselik, nagyobb az egyetértés a megválasztottak között, ami potenciálisan a politikai patthelyzet csökkenéséhez vezethet.

## A blokkszavazás egyéb változatai

### Korlátozott blokkszavazás
A korlátozott blokkszavazás, vagy más néven korlátozott szavazás a pluralitásos szavazáshoz hasonlóan működik, azonban a részleges blokkos szavazásnál minden választó kevesebb szavazatot kap, mint ahány jelöltet megválasztanak. Ez lehetővé teheti az észszerű méretű kisebbségek számára, hogy elérjenek valamilyen képviseletet, mivel lehetetlenné válik, hogy egy relatív többség besöpörjön minden helyet. A részleges blokkszavazást a gibraltári parlamenti választások alkalmával használják, ahol minden választónak 10 szavazata van, és 17 hely áll nyitva a választásra; A szokásos eredmény az, hogy a legnépszerűbb párt 10 mandátumot szerez és megalakítja a kormányzó adminisztrációt, míg a második legnépszerűbb párt hét mandátumot szerez és ellenzéket alkot. A részleges blokkszavazást a spanyol szenátus is alkalmazza, ahol választókerületenként négy mandátum van, és minden választó három szavazatot kap. Történelmileg a korlátozott blokkszavazást az Egyesült Királyság három- és négytagú választókerületeiben használták, ahol a választók két szavazatot kaptak, egészen addig, amíg a többmandátumos választókerületeket el nem törölték.
A részleges tömbös szavazás során minél kevesebb szavazatot kapnak az egyes választópolgárok, annál kisebb lesz a győzelemhez szükséges szavazók száma, és minél inkább a arányos képviselethez hasonlítható az eredmény, feltéve, hogy a választók és jelöltek megfelelő stratégiát alkalmaznak. A szélsőséges esetben, ha minden választó csak egy szavazatot kap, akkor a szavazási rendszer egyenértékűvé válik az egyetlen át nem ruházható szavazattal, és a minimálisan szükséges arány a Droop kvóta.

### Preferenciális blokkszavazás
A blokkszavazást, pontosabban a relatív többségi blokkszavazást gyakran összehasonlítják a preferenciális blokkszavazással, mivel mindkét rendszer hajlamos elsöprő győzelmet produkálni hasonló jelöltek számára. Azonban az utóbbi preferenciális szavazólapot használ és a legjobban preferált jelölt klónjai nyernek minden helyet mindkét rendszerben, de a preferenciális blokkszavazásnál ehelyett ez preferenciális módszerrel választott győztes, nem az relatív többségi győztes.

### Pártlistás blokkszavazás
A pártlistás blokkszavazás a blokkszavazás egyszavazatos, pártlistás változata amiben a választónak már nem is áll lehetőségében külön-külön szavazni a jelöltekre, csak egy előre összeállított pártlistára (így a nem győztes pártok jelöltjeinek és függetleneknek elméleti lehetősége sincs mandátumhoz jutni). Ezt a változatot manapság jellemzően teljesen antidemokratikusnak tekintik, és legfeljebb csak a képviselő-testület egyes részeinek megválasztására használják (pl. többségi bónusz).
Ezt a rendszert használják a szingapúri parlament túlnyomó többségének megválasztására.

### Abszolút többségi blokkszavazás
Olyan blokkszavazás, amelyben azoknak a jelölteknek, akik nem kapják meg az abszolút többséget, második fordulóban kell versenyezniük.

## Blokkszavazás használata
Ezek az országok használják a blokkszavazást: 
- Brazília, szövetségi szenátusi választásokra (felváltva 1/3 és 2/3 helyek 4 évente)
- Kanadában, számos helyi önkormányzati választáson és a szenátusi jelöltválasztáson Albertában
- Kína
- Ecuador 1998-ban
- Magyarország 10 000 lakos alatti önkormányzati választásokon. A rendszert hivatalosan egyéni listás választási rendszernek (értsd: "személyre szabott listákat használó választási rendszer", nem pártlistás).[1]
- Irán
- Laosz
- Libanon
- Mauritius
- Mongólia
- Fülöp-szigeteken, a szenátusi és a helyi parlamenti választásokon
- Oroszország
- Szingapúr, csoportos képviseleti választókerületek (GRC) számára
- Szíria
- Tonga
- Tuvalu
- Egyesült Királyság, egyes helyi választásokon.
- Egyesült Államokban, egyes állami és helyi választásokon.

Franciaországban az önkormányzati képviselők választása többségi szavazással többes számú szavazattal történik, két fordulóban, panachage-zsal:
- Az első fordulóban a jelöltek akkor válnak megválasztottnak, ha a leadott szavazatok abszolút többségét és a névjegyzékbe vett választópolgárok legalább egynegyedének határozatképességét megszerezték;
- A második körben elegendő az egyszerű többség. Ha több jelölt is ugyanannyi szavazatot kap, a választást a jelöltek közül az idősebbik nyeri meg, amikor a mandátumok száma alapján senkit sem lehet megválasztani[9]

A csoportos szavazást gyakran alkalmazzák a vállalati választásokon a vállalatok, köztük a lakásszövetkezetek igazgatótanácsának megválasztására, ahol minden részvényes szavazatát megszorozzák a tulajdonukban lévő részvények számával; ugyanakkor a kumulatív szavazás is népszerű.

## Fordítás
Ez a szócikk részben vagy egészben  a   Multiple non-transferable vote című angol Wikipédia-szócikk ezen változatának fordításán alapul.  Az eredeti cikk szerkesztőit annak laptörténete sorolja fel. Ez a jelzés csupán a megfogalmazás eredetét és a szerzői jogokat jelzi, nem szolgál a cikkben szereplő információk forrásmegjelöléseként.